# Лисичанский стекольный завод
Лисичанский стекольный завод — промышленное предприятие в городе Лисичанск Луганской области. Выпускает- стекло(оконное, армированное, тепличное), стеклоблоки, изделия из хрусталя, огнеупорные изделия для стекловаренных печей

## История

### 1930 - 1991
Предприятие было создано в ходе индустриализации 1930х годов, его строительство началось в соответствии с первым пятилетним планом развития народного хозяйства СССР, в 1930 году.
29 сентября 1934 года Лисичанский бутылочный завод (ранее относившийся к категории предприятий местной промышленности) был передан в ведение наркомата лёгкой промышленности СССР, получил статус предприятия союзного значения и новое название - Лисичанский стекольный завод. 5 ноября 1935 года он был введён в эксплуатацию. В первые годы он производил 7 млн. м² оконного стекла в год (это составляло 30% продукции всех стеклозаводов на территории УССР).
В ходе Великой Отечественной войны осенью 1941 года Лисичанск оказался в прифронтовой зоне, началась эвакуация на восток страны заводского оборудования. Бои в окрестностях города продолжались полгода, 10 июля 1942 года город был оккупирован наступавшими немецкими войсками. В условиях оккупации здесь возникла подпольная комсомольская группа, действовавшая в районе Лисичанского стеклозавода и шахты «Черноморка» (в состав группы входили Н. Непомнящий, И. Ф. Сачек, М. Русецкий, В. Чумаков и другие). 1 сентября 1943 года город был освобождён частями 279-й стрелковой дивизии РККА.
Началось восстановление разрушенного предприятия (общий ущерб, нанесённый Лисичанскому стекольному заводу в ходе войны составил свыше 15 млн. рублей). На Лисичанский стеклозавод были направлены две бригады высококвалифицированных рабочих и специалистов, а Государственный комитет обороны СССР выделил заводу аппаратуру, оборудование, моторы, насосы и иные материалы. 11 января 1944 года дала ток первая турбина восстановленной Северодонецкой ГРЭС, а уже 15 мая 1944 начала работу первая очередь Лисичанского стеклозавода, который стал выпускать 50% от объема довоенного производства стекла.
В дальнейшем, завод стал одним из передовых предприятий стекольной промышленности СССР. Только за годы семилетки (1959 - 1965) на нём было внедрено в производство 3182 рационализаторских предложения работников и инженерно-технических сотрудников, которые дали экономический эффект в размере 1874,6 тыс. рублей.
В 1970 году на предприятии был организован музей истории завода.
В августе 1976 года было принято решение о создании на Лисичанском стекольном заводе автоматизированной системы управления технологическими процессами варки и выработки стекла с применением безлодочного способа вытягивания стекла (которая была введена в действие в 1979 году).
В целом, в советское время завод входил в число крупнейших предприятий города.

### После 1991
В мае 1995 года Кабинет министров Украины утвердил решение о приватизации стеклозавода. В дальнейшем, государственное предприятие было преобразовано в открытое акционерное общество.
В марте 2000 года арбитражный суд Луганской области возбудил дело о банкротстве Лисичанского стекольного завода.
В 2001 году Лисичанский стекольный завод «Пролетарий» взял в аренду имущественный комплекс остановившегося Лисичанского стекольного завода, а в конце 2003 года - выкупил его долги  у компании «Итера-Украина» (в дальнейшем, стеклозавод «Мехстекло» был включён в состав стеклозавода «Пролетарий» как 2-е производство Лисичанского стекольного завода «Пролетарий»).

## Деятельность
Специализацией предприятия являлось производство листового оконного стекла (в 2000-е годы завод изготавливал листовое оконное стекло, армированное стекло, узорчатое стекло, тепличное стекло, стеклоблоки, огнестойкие изделия для сооружения стеклоплавильных печей, растворимый силикат натрия, изделия из хрусталя и картины под стеклом). 